# جولای گاومیشی نوک‌سفید
جولای گاومیشی نوک‌سفید (نام علمی: Bubalornis albirostris) نام یک گونه از سرده جولاهای گاومیشی است.